# Фридерика фон Льовенщайн-Вертхайм-Фройденберг
Мария Каролина Фридерика Луиза фон Льовенщайн-Вертхайм-Фройденберг (на немски: Marie Karoline Friederike Luise von Löwenstein-Wertheim-Freudenberg; * 10 декември 1766, Вертхайм; † 17 ноември 1830, Михелбах) е принцеса от Льовенщайн-Вертхайм-Вирнебург и чрез женитби графиня на Шаумбург-Липе-Алвердисен и Гронсфелд-Дипенброк в Бохолт и Лимпург-Зонтхайм.

## Живот
Тя е най-голямата дъщеря на 1. княз Йохан Карл Лудвиг фон Льовенщайн-Вертхайм-Фройденберг (1740 – 1816) и ландграфиня Доротея Мария фон Хесен-Филипстал-Бархфелд (1738 – 1799), дъщеря на ландграф Вилхелм фон Хесен-Филипстал-Бархфелд (1692 – 1761) и съпругата му принцеса Шарлота Вилхелмина фон Анхалт-Бернбург-Шаумбург-Хойм (1704 – 1766).
Фридерика се омъжва на 5 септември 1783 г. във Вертхайм за граф Йохан Вилхелм фон Шаумбург-Липе-Алвердисен (* 7 март 1735, Алвердисен; † 5 април 1799, Бюкебург), син на граф Фридрих Ернст фон Липе-Алвердисен (1694 – 1777) и Елизабет Филипина фон Фризенхаузен (1696 – 1764). Бракът е бездетен. Те се развеждат през 1791 г.
Фридерика се омъжва втори път на 4 юни 1791 г. в Кастел за граф Йохан Бертрам Арнолд Софус фон Гронсфелд-Дипенброк и Лимпург-Зонтхайм (* 10 декември 1756, Зонтхайм; † 29 ноември/3 декември 1805, Фюрстенфорст при Ансбах), син на граф Бертрам Филип фон Гронсфелд-Дипенброк-Лимпург (1715 – 1772) и графиня Амьона София Фридерика фон Льовенщайн-Вертхайм-Вирнебург (1718 – 1779). Раждат им се осем деца.
Тя умира на 63 години на 17 ноември 1830 г. в Михелбах.
- Герб на князете на Льовенщайн-Вертхайм-Фройденберг
- Герб на фон Гронсфелд-Дипенброк
- Дворец Дипенброк, в Бохолт

## Деца
Фридерика и Йохан Бертрам Арнолд Софус имат деца:
- Карл Теодор фон Гронсфелд-Дипенброк (* 23 октомври 1795; † 9 ноември 1795)
- Доротея Каролина Вилхелмина Валпургис фон Гронсфелд-Дипенброк (* 30 март 1797; † 10 май 1800)
- Каролина Вилхелмина фон Гронсфелд-Дипенброк-Лимпург-Зонтхайм (* 10 юни 1799; † 3 януари 1858, Шьонберг), омъжена I. на 7 февруари 1818 г. за фрайхер Лудвиг фон Елрихсхаузен († 1832); II. на 26 ноември 1854 г. в Асумщат за граф Лудевиг III фон Ербах-Шьонберг (* 1 юли 1792, Цвингенберг; † 18 август 1863, Айроло, Швейцария), вдовец на сестра ѝ Каролина Александрина Фридерика
- Луиза Ернестина Жанета фон Гронсфелд-Дипенброк-Лимпург-Зонтхайм (* 23 септември 1800, дворец Хазлах, Вюрцбург; † 7 април 1879, Цутфен), омъжена на 22 август 1825 г. в Цутфен за барон Вилем ван Хеекерен ван Валиен (* 3 август 1783, 'с-Гравенхаге; † 20 ноември 1857, Цутфен)
- Фридрих Карл Адолф Фолрат фон Гронсфелд-Дипенброк-Лимпург-Зонтхайм (* 24 октомври 1801; † 22 февруари 1868), граф, женен на 14 август 1832 г. за фрайин Луиза Фридерика фон Вирзинг (* 19 декември 1811; † 6 юли 1859)
- Каролина Александрина Фридерика фон Гронсфелд-Дипенброк-Лимпург-Зонтхайм (* 9 ноември 1802; † 29 октомври 1852, Шьонберг), омъжена на 28 февруари 1837 г. в Меерхолц за граф Лудевиг III фон Ербах-Шьонберг (* 1 юли 1792, Цвингенберг; † 18 август 1863, Айроло, Швейцария)
- София Кристина Йохана фон Гронсфелд-Дипенброк (* 30 ноември 1803; † 9 април 1806)
- Карл Кристиан Фридрих фон Гронсфелд-Дипенброк (* 26 юли 1805; † 7 март 1808)